# NGC 1999
NGC 1999とは、オリオン座に存在する反射星雲である。オリオン座V380星と呼ばれる誕生間もない大質量星の光で輝いており、太陽系からの距離は1500光年、星雲の大きさは0.9光年ほどである。

## 特徴
星雲は1999年にハッブル宇宙望遠鏡によって観測され、直径0.2光年の暗い領域が発見された。これは濃い塵が背後の光を遮っている一般的な暗黒星雲の姿と考えられていた。
2010年、ハーシェル宇宙望遠鏡が星雲に向けられ、塵に遮られにくい赤外線で星雲の奥を観測した。しかし、予想に反して暗黒の領域に天体は発見されなかった。ハーシェルの結果を受けて地上観測が行われ、塵の塊と思われていた黒い影は、実際は塵がほとんど存在しない空洞であることが確認された。この構造は、形成途上のオリオン座V380星から噴出するジェットが、周辺の物質を押しのけて発達したものと考えられている
。